# Blair MacDonald
Blair Neil Joseph MacDonald, född 17 november 1953, är en kanadensisk före detta professionell ishockeyforward som tillbringade fem säsonger i den nordamerikanska ishockeyligan National Hockey League (NHL), där han spelade för Edmonton Oilers och Vancouver Canucks. Han producerade 191 poäng (91 mål och 100 assists) samt drog på sig 65 utvisningsminuter på 219 grundspelsmatcher.
MacDonald spelade också för Edmonton Oilers och Indianapolis Racers World Hockey Association (WHA); WAT Stadlau och Innsbrucker EV i Österrikiska ishockeyligan; Fredericton Express i American Hockey League (AHL); Dallas Black Hawks och Montana Magic i Central Hockey League (CHL) samt Cornwall Royals i Ligue de hockey junior majeur du Québec (LHJMQ).
Han draftades av Los Angeles Kings i sjätte rundan i 1973 års draft som 86:e spelare totalt.
Efter den aktiva spelarkarriären har MacDonald arbetat bland annat som tränare i Italien, Tyskland, USA och Österrike.
Han är onkel till Kevin MacDonald och Jonah Gadjovich.

## Statistik
| 1970–1971    | Cornwall Royals     | LHJMQ        | 51  | 24  | 14  | 38  | 6   | —  | —  | —  | —  | —  |
| 1971–1972    | Cornwall Royals     | LHJMQ        | 61  | 45  | 45  | 90  | 36  | 16 | 10 | 5  | 15 | 10 |
| 1972–1973    | Cornwall Royals     | LHJMQ        | 64  | 63  | 39  | 102 | 44  | 16 | 14 | 14 | 28 | 10 |
| 1973–1974    | Edmonton Oilers     | WHA          | 78  | 21  | 24  | 45  | 34  | 5  | 4  | 2  | 6  | 2  |
| 1974–1975    | Edmonton Oilers     | WHA          | 72  | 22  | 24  | 46  | 14  | —  | —  | —  | —  | —  |
| 1975–1976    | Edmonton Oilers     | WHA          | 29  | 7   | 5   | 12  | 8   | —  | —  | —  | —  | —  |
|              | Indianapolis Racers | WHA          | 56  | 19  | 11  | 30  | 14  | 7  | 0  | 0  | 0  | 0  |
| 1976–1977    | Indianapolis Racers | WHA          | 81  | 34  | 30  | 64  | 28  | 9  | 7  | 8  | 15 | 4  |
| 1977–1978    | Edmonton Oilers     | WHA          | 80  | 34  | 34  | 68  | 11  | 5  | 1  | 1  | 2  | 0  |
| 1978–1979    | Edmonton Oilers     | WHA          | 80  | 34  | 37  | 71  | 44  | 13 | 8  | 10 | 18 | 6  |
| 1979–1980    | Edmonton Oilers     | NHL          | 80  | 46  | 48  | 94  | 6   | 3  | 0  | 3  | 3  | 0  |
| 1980–1981    | Edmonton Oilers     | NHL          | 51  | 19  | 24  | 43  | 27  | —  | —  | —  | —  | —  |
|              | Vancouver Canucks   | NHL          | 12  | 5   | 9   | 14  | 10  | 3  | 0  | 1  | 1  | 2  |
| 1981–1982    | Vancouver Canucks   | NHL          | 59  | 18  | 15  | 33  | 20  | 3  | 0  | 0  | 0  | 0  |
|              | Dallas Black Hawks  | CHL          | 3   | 1   | 1   | 2   | 0   | —  | —  | —  | —  | —  |
| 1982–1983    | Vancouver Canucks   | NHL          | 17  | 3   | 4   | 7   | 2   | 2  | 0  | 2  | 2  | 0  |
|              | Fredericton Express | AHL          | 60  | 29  | 37  | 66  | 20  | 7  | 2  | 3  | 5  | 2  |
| 1983–1984    | Montana Magic       | CHL          | 4   | 1   | 0   | 1   | 0   | —  | —  | —  | —  | —  |
|              | WAT Stadlau         | ÖI           | 26  | 30  | 32  | 62  | 26  | —  | —  | —  | —  | —  |
| 1984–1985    | WAT Stadlau         | ÖI           | 34  | 37  | 29  | 66  | 30  | —  | —  | —  | —  | —  |
| 1985–1986    | Innsbrucker EV      | ÖI           | 33  | 29  | 29  | 58  | 30  | —  | —  | —  | —  | —  |
| NHL totalt   | NHL totalt          | NHL totalt   | 219 | 91  | 100 | 191 | 65  | 11 | 0  | 6  | 6  | 2  |
| WHA totalt   | WHA totalt          | WHA totalt   | 476 | 171 | 165 | 336 | 153 | 39 | 20 | 21 | 41 | 12 |
| ÖI totalt    | ÖI totalt           | ÖI totalt    | 93  | 96  | 90  | 186 | 86  | —  | —  | —  | —  | —  |
| CHL totalt   | CHL totalt          | CHL totalt   | 7   | 2   | 1   | 3   | 0   | —  | —  | —  | —  | —  |
| LHJMQ totalt | LHJMQ totalt        | LHJMQ totalt | 176 | 132 | 98  | 230 | 86  | 32 | 24 | 19 | 43 | 20 |